# Krystian Legierski
Krystian Legierski, né le 22 avril 1978 à Koniaków, est un militant LGBT, entrepreneur et homme politique polonais. Il est le fils d'une Polonaise et d'un Mauritanien venu faire ses études en Pologne dans le cadre des « pays frères » du bloc de l'Est. 
En 2003, il participe à la rédaction d'un projet de loi d'union civile présenté au Sénat par Maria Szyszkowska.
En 2006, il est invité à parler dans l'émission télévisée Homofonia. Entre 2006 et 2010, il coprésente une émission LGBT sur la station de radio TOK FM.
Il est membre des Verts 2004, le parti écologiste polonais. Il est élu conseiller municipal de Varsovie le 21 novembre 2010. C'est le premier homme politique ouvertement homosexuel à détenir un mandat électif en Pologne.